# Pilea tabularis
Pilea tabularis är en nässelväxtart som beskrevs av C.C. Berg. Pilea tabularis ingår i släktet pileor, och familjen nässelväxter. Inga underarter finns listade i Catalogue of Life.